# Fadhil al-Azzawi
Fadhil al-Azzawi, arabisch فاضل العزاوي (* 1940 in Kirkuk) ist ein irakischer Schriftsteller, der seit den 1970er-Jahren in Deutschland lebt.

## Leben und Werk
al-Azzawi stammt aus einer sunnitischen Familie. Im Alter von 18 Jahren trat er in die Kommunistische Partei ein, die er nach vier Jahren wieder verließ. An der Universität Bagdad studierte er Englische Literatur. 1977 wanderte er in die DDR nach Leipzig aus und arbeitete seitdem als Auslandskorrespondent für arabische Medien. In Leipzig promovierte er in Journalistik. Er lebt heute mit seiner Frau in Berlin-Lichtenberg. Laut der Berliner Morgenpost ist er „einer der bedeutendsten auf Arabisch schreibenden Gegenwartsautoren“.
al-Azzawi übersetzte Robert Musils Roman Der Mann ohne Eigenschaften ins Arabische.

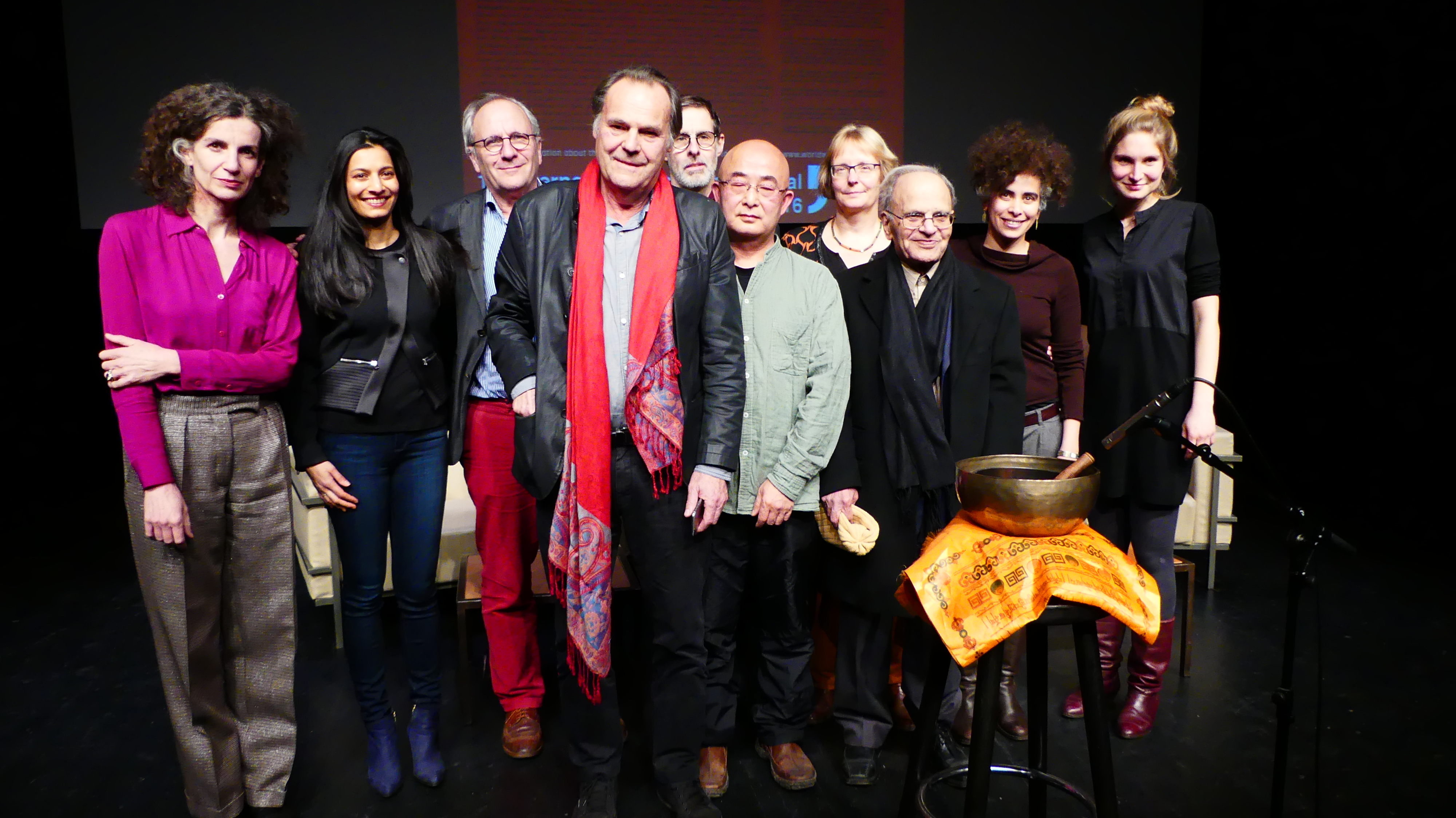
Ulrike Freitag (dritter von rechts) in der weltweiten Lesung für Ashraf Fayadh am 14. Januar 2016 im Hebbel am Ufer in Berlin.

Zu Der letzte der Engel (1992, dt. 2014) schreibt Insa Wilke in der Süddeutschen Zeitung: „Das diabolische Gelächter, das durch seinen Roman Der Letzte der Engel schallt, ist eine scharf geschliffene Waffe.“

## Werke (Auswahl)
- آخر الملائكة. 1992
  - Der Letzte der Engel. Übersetzt von Larissa Bender. Dörlemann, Zürich 2014, ISBN 978-3-03820010-9.
- Auf einem magischen Fest : Gedichte. Aus dem Arabischen. Verl. Das Arab. Buch, Berlin 1998, ISBN 3-86093-185-7.

## Rezensionen
- Insa Wilke: „Die Zeit begräbt die Wahrheit nicht“, in Süddeutsche Zeitung, 6. November 2014, S. 14.